# William Henry Conley

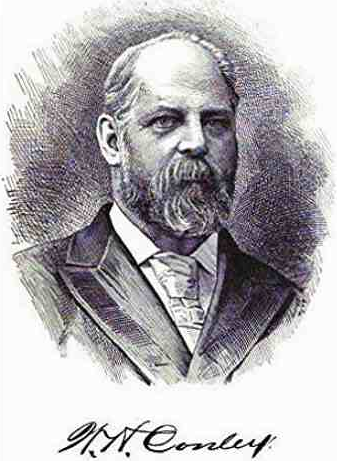
William Henry Conley (1840-1897)

William Henry Conley (Pittsburgh, Pennsylvania, 11 de junho de 1840 - 25 de julho de 1908) foi um industrial e filantropo norte-americano. Entre 16 de fevereiro de 1881 a 15 de dezembro de 1884, foi o primeiro Presidente da Sociedade Torre de Vigia de Tratados de Sião. Ficou bastante rico evidentemente de empresa "Riter-Conley". Também era acionista e director do terceiro banco nacional de Allegheny. William e sua esposa, Sarah, eram activos em várias caridades de Pittsburgo e no apoio a um orfanato e escola para crianças afro-americanas, bem como a um hospital local.
As famílias Russell e Conley frequentavam a Igreja Cristã do Advento local, onde escutaram os pregadores do Segundo Advento, Jonas Wendell, George Stetson e George Storrs. Ele e sua esposa, foram dois dos cinco membros originais (os outros três eram Joseph L. Russell, e seus filhos, Charles Taze Russell e Margartte Russell) da classe dos Estudantes da Bíblia de Allegheny, durante a década de 1870. Depois que se desligaram dos Estudantes da Biblia e da Sociedade Torre de Vigia de Sião, o casal Conley tornou-se num membro de destaque na Igreja Presbiteriana local.https://books.google.com.br/books?id=NYiUBgAAQBAJ&pg=PA149&dq="William+Henry+Conley"&hl=pt-BR&sa=X&ved=0ahUKEwjWo_7Rnc3cAhWIE5AKHY3TBzIQ6AEIKDAC#v=onepage&q=%22William%20Henry%20Conley%22&f=false

## Presidente da Sociedade Torre de Vigia de Sião
Em 16 de fevereiro de 1881, William Conley tornou-se no primeiro Presidente da Sociedade Torre de Vigia de Tratados de Sião. Quando foi fundada, era uma sociedade religiosa sem personalidade jurídica. Joseph L. Russell, era o seu Vice-presidente, e Charles Russell, o seu Secretário-tesoureiro. Conley fez doação de $3 500 USD do capital social da Sociedade (70%), que era de $5 000 USD. Joseph Russell fez doação $1 000 USD (20% do capital), e seu filho, Charles Russell fez doação de $500 USD (10% do capital).
Durante os primeiros 12 meses (1881-1882), a Sociedade Torre de Vigia de Sião gastou $40 000 USD na distribuição de Alimento para os Cristãos Reflectivos e outras literaturas gratuitas. As evidencias sugerem que na maior parte destes $40 000 USD foram doados por Conley, bem como o financiamento inicial das actividades da Sociedade.
O motivo da ruptura entre William Conley e Charles Russell não é revelado, provavelmente terá ocorrido divergências entre crenças. Quando a Sociedade Torre de Vigia obteve o seu registro legal em 15 de dezembro de 1884, Charles Russell tornou-se Presidente da Sociedade Torre de Vigia de Bíblias e Tratados de Pensilvânia.
Depois de 1882, Conley não é mais mencionado na revista A Torre de Vigia de Sião, senão doze anos depois, quando Russell publica uma carta de Conley em 1894. Russell apresenta Conley aos leitores da revista A Torre de Vigia de Sião apenas como "um dos membros originais dos Estudantes da Bíblia de Allegheny". Russell não revela que William Conley foi de fato o primeiro presidente da Sociedade Torre de Vigia. Quando ele morreu, o óbito não foi mencionado na revista A Torre de Vigia de Sião. Sem dúvia isso se deveu as divergências doutrinais entre Conley e Russell, e depois, por Conley ter tornado-se num membro de destaque na Igreja Presbiteriana local.